# Orchestra of the Renaissance
La Orchestra of the Renaissance es un grupo vocal e instrumental británico especializado en música renacentista. Fue fundado, en 1992, por su director Richard Cheetham. A partir de 1999, el director del Ensemble Plus Ultra, Michael Noone, ha colaborado con el grupo como director invitado en varias ocasiones.
Interpretan principalmente obras religiosas de compositores españoles del siglo XVI, entre los que cabe destacar Cristóbal de Morales, Francisco Guerrero, Tomás Luis de Victoria, Rodrigo de Ceballos y Sebastián de Vivanco. 
Una de las características del grupo es el uso extensivo de instrumentos acompañando a las voces, como pueden ser la chirimía, el bajón, el cornetto, la flauta, el sacabuche, la viola da gamba, el arpa, la vihuela, etc. Esta práctica está basada en investigaciones modernas que muestran que el uso de instrumentos en las ceremonias sagradas era común a lo largo de Europa durante el Renacimiento. En particular, las grandes catedrales españolas de la época, como la Catedral de Sevilla, contaban con un grupo de instrumentistas o ministriles.

## Discografía
Las grabaciones que vienen a continuación se han ordenado por la fecha en que fueron lanzadas al mercado:
- 1995 - Ave Maris Stella. Music to the Blessed Virgin from Seville Cathedral (ca. 1470-1550). Almaviva DS 0115.
- 1995 - All Souls' Vespers. Requiem Music from Córdoba Cathedral. Virgin Veritas 45203.
- 1999 - The Marriage of England and Spain. Bendinelli, Morales, Rhys, Taverner, Cabezón, Gombert, Sermisy. Glossa GCD 921401
- 1999 - Guerrero: Requiem. Glossa GCD 920012.
- 1999 - Canticum Canticorum. Morales, Guerrero, Ceballos, Victoria, Vivanco, Févin, Gombert. Glossa GCD 81403.
- 2001 - Morales: Assumption Mass. Glossa GCD 921404.
- 2002 - Vivanco: In Manus Tuas. Glossa GCD 921405

- Datos: Q6051996